# Verein für Bewegungsspiele 91 Suhl 2014-2015
Questa voce raccoglie le informazioni riguardanti il Verein für Bewegungsspiele 91 Suhl nelle competizioni ufficiali della stagione 2014-2015.

## Organigramma societario
Area direttiva
- Presidente: Tankred Schipanski

Area tecnica
- Allenatore: Sebastian Leipold
- Allenatore in seconda: Jens Ellmrich
- Scout man: Olaf Garbe

Area sanitaria
- Fisioterapista: Susanne Hermann, Annamaria Polgar, Steffi Wichmann, Franziska Wiedemann

## Rosa
| N° | Nome               | Ruolo | Data di nascita | Nazionalità sportiva |
| -- | ------------------ | ----- | --------------- | -------------------- |
| 3  | Irena Mishonova    | S     | 9 dicembre 1988 | Bulgaria             |
| 4  | Lia-Tabea Mertens  | P     | 31 maggio 1994  | Germania             |
| 5  | Anika Brinkmann    | S     | 8 agosto 1986   | Germania             |
| 6  | Lorena Zuleta      | C     | 16 gennaio 1991 | Colombia             |
| 7  | Martina Jelínková  | P     | 1º maggio 1989  | Rep. Ceca            |
| 8  | Lena Gschwendtner  | L     | 3 ottobre 1992  | Germania             |
| 9  | Corina Ssuschke    | C     | 9 maggio 1983   | Germania             |
| 10 | Nikola Nemcová     | S     | 24 aprile 1991  | Slovacchia           |
| 11 | Claudia Steger     | S     | 10 marzo 1990   | Germania             |
| 13 | Miloslava Lauerová | S     | 11 giugno 1978  | Rep. Ceca            |
| 14 | Nikolina Jelić     | S     | 9 novembre 1991 | Croazia              |
| 15 | Christina Speer    | C     | 29 giugno 1987  | Stati Uniti          |